# Bir al-Atir
Bir al-Atir (arab. بئر العاتر, fr. Bir el-Ater)  – miasto w Algierii, w Tibissa. W 2008 roku liczyło 77 727 mieszkańców.